# Esperança Bias
Esperança Bias est une femme politique mozambicaine née le 28 juillet 1958. Elle est membre du FRELIMO et présidente de l'Assemblée nationale de janvier 2020 à janvier 2025.

## Biographie
Après avoir été ministre déléguée jusqu'en 2005, elle obtient cette année-là un ministère de plein exercice en tant que Ministre des ressources. Elle occupe ce poste jusqu'en janvier 2015.
En janvier 2020, elle prend la succession de Verónica Macamo au poste de présidente de l'Assemblée de la République.
En mai 2024, elle est candidate à l'élection interne au FRELIMO pour désigner le candidat du parti à l'élection présidentielle d'octobre 2024. Daniel Chapo est choisi.